# Marco Lorenz (Fußballspieler, 2003)
Marco Moni Lorenz (* 17. Oktober 2003) ist ein neuseeländischer Fußballspieler.

## Karriere

### Verein
Aus der Reserve von Wellington Phoenix wechselte Marco Lorenz im Sommer 2019 zu Tasman United, für welche er am 12. Dezember 2019 in der Premiership bei einer 1:2-Niederlage gegen den Auckland City FC zu seinem Debüt in der Liga kam. Nach zwei weiteren Kurzeinsätzen wechselte er zu Wellington Olympic, mit denen er ab der Saison 2021 in der neuen National League antrat. Während der laufenden Saison wechselte er im Juni 2021 zurück zur Phoenix-Reserve, wo er zunächst beim Farmteam Lower Hutt City unterkam und ab der Folgesaison unter dem Namen der richtigen Reserve auflief. In den folgenden Jahren kam er für diese zu einigen Einsätzen und schaffte es mehrfach in die Championship-Runde.
Im Februar 2024 gab der niedersächsische Klub BSV Rehden die Verpflichtung von Lorenz bekannt. Ohne einen einzigen Einsatz kehrte er dem Klub, nach eigenen Angaben aus familiären Gründen, bereits im darauffolgenden März wieder den Rücken und kehrte nach Neuseeland zurück. Hier kam er bei Western Springs unter, für welche er am 20. April 2024 sein erstes Tor in der National League erzielte. Ab Juli 2024 stand er beim Rekordmeister Auckland City FC unter Vertrag. Beim Erstrundenspiel des Interkontinental-Pokals war er Teil des Kaders, wurde jedoch nicht eingesetzt. Am Ende der Saison 2024 gewann er mit seinem Klub seinen ersten Meistertitel.
Seit Mitte März 2025 steht er bei Auckland United unter Vertrag.

### Nationalmannschaft
Im September 2022 nahm er mit der neuseeländischen U19/U20 an der Ozeanienmeisterschaft 2022 teil und kam hier bei vier von sechs Spielen zum Einsatz. Am Ende gewann er mit seinem Team den Titel. Danach folgten im Februar 2023 noch zwei Freundschaftsspieleinsätze.